# 無色 (曲)
「無色」（むしょく）は、上原あずみの5枚目のシングルとして2002年9月11日にGIZA studioから発売された。累計売上枚数4万枚以上。

## 概要
前作『Lazy』から約3ヶ月ぶりのリリースであり、2002年3枚目のシングル。
表題曲「無色」は、テレビアニメ『名探偵コナン』のエンディングテーマとして起用された。また、同作品の主題歌として起用されたのは自身の楽曲では2作目。
これまで1度もメディアに姿を見なかったが、この楽曲で初めてメディアに姿を見せ、地上波の歌番組（ミュージックステーション、ポップジャムなど）に出演を果たした。
本作から3年間リリースが停止した。本作の表題曲名は、1枚目のオリジナルアルバムのタイトルにも使用された。

## 収録曲
（全作詞：上原あずみ）
1. 無色
作曲：K's letters / 編曲：徳永暁人
  - テレビアニメ『名探偵コナン』エンディングテーマ
2. 無色（night clubbers mix）
作曲：K's letters / 編曲：徳永暁人
3. Endless World
作曲：川島だりあ / 編曲：小澤正澄
4. 無色（Instrumental）

## 収録アルバム
| 曲名 | 収録アルバム                                               | 発売日         | 備考                                                     |
| ---- | ---------------------------------------------------------- | -------------- | -------------------------------------------------------- |
| 無色 | 無色                                                       | 2002年10月18日 | 1枚目のオリジナルアルバム                                |
| 無色 | GIZA studio Masterpiece BLEND 2002                         | 2002年12月18日 | GIZA studioのコンピレーション・アルバム                  |
| 無色 | THE BEST OF DETECTIVE CONAN 2 〜名探偵コナン テーマ曲集2〜 | 2003年12月10日 | テレビアニメ『名探偵コナン』のコンピレーション・アルバム |

| テレビアニメ『名探偵コナン』エンディングテーマ 2002年7月29日 - 2002年11月4日 |                     |                             |
| 前作: GARNET CROW 『夢みたあとで』                                           | 上原あずみ 『無色』 | 次作: 稲葉浩志 『Overture』 |